# Mercedes Nicoll
Pour les articles homonymes, voir Nicoll.
Mercedes Nicoll (née le 5 décembre 1983 à North Vancouver en Colombie-Britannique) est une snowboardeuse canadienne. Elle a participé à deux Jeux olympiques d'hiver.

## Carrière

### Jeux olympiques
Elle participe aux Jeux olympiques d'hiver de 2006, compétition où elle termine au 21e rang. Quatre ans plus tard, lors des  Jeux olympiques d'hiver de 2010, elle remporte la 6e place.

### Coupe du Monde
Elle a fini 2e à Lake Placid et La Molina.
Elle a fini 3e à Valmalenco, Whistler (2×), Sungwoo Resort (2×) et Valle Nevado.